# 清水長正
清水 長正（しみず ちょうせい、1954年 - ）は、日本の地理学者。防災地形コンサルタント。地形学が専門。

## 来歴
東京都練馬区生まれ。1977年、駒澤大学文学部地理学科卒業。1989年、明治大学大学院博士後期課程単位取得。
立教大学、早稲田大学ならびに駒澤大学地理学教室の非常勤講師を歴任。
「風穴研究の成果を社会的に発信し風穴を活かした地域貢献」で、2017年度日本地理学会賞（社会貢献部門）受賞。

## 著書
- 「山の自然学入門」小泉武栄, 清水長正 編　古今書院　1992.9[4]
- 「百名山の自然学 西日本編」編著　古今書院　2002.7
- 「百名山の自然学 東日本編」編著　古今書院　2002.7
- 「日本の風穴 : 冷涼のしくみと産業・観光への活用」清水長正, 澤田結基 編　古今書院　2015.10
- 「風穴の自然と利用に関する研究 : 第7回全国風穴サミット・第4回東北植物サミット講演・発表記録集」上野雄規, 清水長正, 池田明彦 編　全国風穴ネットワーク　2020.10
- 「多摩川上流における風穴の現状およびその自然条件と温度観測（研究助成・学術研究 ;vol.45 no.318）」とうきゅう環境財団　2016.11

## 受賞
- 2017年度　日本地理学会賞（社会貢献部門） - 「風穴研究の成果を社会的に発信し風穴を活かした地域貢献」